# Anua circumferens
Anua circumferens är en fjärilsart som beskrevs av Walker 1865. Anua circumferens ingår i släktet Anua och familjen nattflyn. Inga underarter finns listade i Catalogue of Life.